# 列仙传
《列仙传》是中国第一部流传下来的关于神仙人物的传记，凡二卷，作者不可考，但一般署名劉向。
葛洪最早称劉向是《列仙傳》作者。但自南宋以來，不斷有人質疑其真實性。至今仍聚讼纷纭。北宋黄伯思以为“不类向文，恐非其笔。”陈振孙《书录解题》谓“不似西汉文字，必非向撰。”清代四库馆臣以为“魏晋间方士为之，托名於向”。清人杨守敬认为《列仙传》为东汉方士所托。余嘉錫認為此書盛行於東漢，“蓋明帝以後，順帝以前人之所作”。鲁迅认为现存汉人小说皆伪托，“惟此外有刘向的《列仙传》是真的”，但未說明理由。
《列仙傳》搜索和整理了散见於先秦诸子中关于神仙的事迹，用意在宣扬世上存在神仙，凡人也可以成为神仙。全书记上古、三代、秦汉之神仙，起於赤松子，终於玄俗（汉成帝时仙人），還有山圖、赤斧、江妃二女、朱仲、桂父、赤须子等，篇幅短小，叙事简略，並附贊語。或說曹操时人鬷弘又續作一卷。《正统道藏》本列传70人，但据《真诰》记载“刘向撰列仙亦七十二人”。《云笈七籤》节载48人。《列仙传》經過長時間的流传过程中，已非原貌，可能有古本與今本之分。东汉末王逸注《楚辞·天问》，最早引文《列仙傳》，但不云撰人。王逸注引《列仙传》曰：“有巨灵之鼇，背负蓬莱之山而抃舞。”此文已不見於今本《列仙傳》。學者汤炳正认为“王逸注盖引之古本《列仙传》”。《昭明文選》收錄西晋刘渊林注左思《三都赋》中引《列仙傳》文字，則可見於今本《列仙傳》。
《列仙傳》开后世神仙传记的先河，后来的神仙传记如葛洪《神仙传》、沈汾《续仙传》多依此为据。